# Большая Приваловка
Большая Приваловка — село Верхнехавского района Воронежской области.
Административный центр Большеприваловского сельского поселения.

## География
С запада село окружено Воронежским Биосферным заповедником.
В 5 км южнее Большой Приваловки расположено село Малая Приваловка.

### Улицы
| - ул. Гагарина, - ул. Героев Труда, - ул. Колхозная, - ул. Комарова, - ул. Космонавтов, - ул. Мира, - ул. Молодёжная, | - ул. Пионерская, - ул. Подлесная, - ул. Советская, - ул. Тамбовская, - ул. Урожайная, - ул. Юбилейная. |

## Население
| 1859 | 1897  | 2000 | 2005 | 2010 |
| ---- | ----- | ---- | ---- | ---- |
| 1779 | ↗2639 | ↘664 | ↘645 | ↘582 |

## Экономика
Местные жители занимаются сбором и продажей грибов, пчеловодством.
Через село проходит трасса «Воронеж—Усмань».